# Biskupský palác (Katovice)
Biskupský palác v Katovicích je sídlem katovických biskupů (budova Metropolitní kurie se zahradou), je kulturní památkou zapsanou do seznamu kulturních památek Slezského vojvodství 15. prosince 1997 pod číslem A/1659/97.

## Popis
Budova byla postavena před rokem 1933 v novobarokním slohu. Po druhé světové válce v roce 1955 byla dokončena kopule, která se měla tyčit do výšky 38 m a být dominantou Katovic. Komunistickou vládou nebyla stavba do takové výšky povolena.
Za budovou paláce se rozprostírá park.